# تسرملو ۱۴۹۹۰
سیارک ۱۴۹۹۰ (به انگلیسی: 14990 Zermelo، نامگذاری:1997UY10) چهارده هزار و نهصد و نودمین سیارک کشف شده‌است که در ۳۱ اکتبر ۱۹۹۷ کشف شد.
قدر مطلق سیارک برابر ۱۳٫۷۰ است.